# Distretto di Fucheng
Il distretto di Fucheng (涪城区S, Fúchéng QūP) è un distretto della Cina, situato nella provincia di Sichuan e amministrato dalla prefettura di Mianyang.